# Parowóz przemysłowy
Parowóz przemysłowy – lokomotywa parowa przeznaczona do pracy w przemyśle, do manewrów z pociągami towarowymi. Charakteryzuje się stosunkowo niewielką średnicą kół napędowych (zwykle 1000-1350 mm) dla uzyskania dużego momentu obrotowego i dużą masą przyczepną dla osiągnięcia dużej siły pociągowej, kosztem ograniczenia prędkości maksymalnej (zwykle rzędu 20-50 km/h). Niektórych parowozów przemysłowych powszechnie używano także przy prowadzeniu pociągów pasażerskich na liniach kolejowych, co nie było dogodne z uwagi na ich małe osiągi.
Parowozy przemysłowe w Polsce:
- TKh49
- TKb-10
- TKp "Śląsk"
- TKz
- TKh1
- TKz "Renard" T1B

Bezogniowe:
- TKpb 3
- TKi3b
- TKh4b
- TKbb